# قرية السلع
السلع (السالع في الكتاب المقدس) كانت عاصمة أدوم، التي تقع في الوادي الكبير الممتد من البحر الميت إلى البحر الأحمر (2 ملوك 14: 7). كان بالقرب من جبل هور، بالقرب من صحراء زين. يطلق عليه «الصخرة» (القضاة 1: 36). عندما أخذتها الملك أمصيا أطلق عليها اسم يَقْتَئِيلَ (بالعبرية: יָקְתְאֵל، "نعمة الله" أو "مهزوما من قبل الله"‏)؛ أو Kathoel (باليونانية: Καθοηλ)‏ في السبعينيه. ذكره الأنبياء (أشعيا 15: 1 ؛ 16: 1 ؛ عوبديا 1: 3) كما هو محكوم عليهم بالتدمير.
يتم تحديد سلع مع أنقاض سلع شرق الطفيلة في الأردن (يدعى الكتاب المقدس توفل) وبالقرب بصيرا، جميع المدن الأدومي في جبال أدوم.
سلع يظهر في التاريخ اللاحق وفي النسخه اللاتينية للانجيل تحت اسم البتراء. «يبدو أن القافلة من جميع الأعمار، من داخل الجزيرة العربية ومن الخليج الفارسي، من حضرموت على المحيط، وحتى من سبأ (شبأ) أو اليمن، تشير إلى البتراء كمركز مشترك؛ ومن البتراء المد يبدو مرة أخرى أنه تفرع في كل اتجاه، إلى مصر وفلسطين وسوريا، عبر أرسينوي، غزة، صور، القدس، ودمشق، وطرق أخرى، تنتهي في البحر الأبيض المتوسط.»